# Puente de América
El puente de América (así llamado en honor del Regimiento de América, acuartelado en las proximidades y cuyos pontoneros construyeron el primer puente) es un puente en Zaragoza (Aragón, España) sobre el canal Imperial de Aragón, de estilo modernista y clasificado como bien de interés arquitectónico. Forma parte de la más amplia avenida de América, principal eje de Torrero.

## Historia
El primitivo puente fue construido por los militares en 1815 en la playa de Torrero, vado del canal que usaban las canteras del otro lado del mismo. Restaurado varias veces a lo largo del siglo, en 1901 se plantea su reconstrucción. Proyectado por el ingeniero del canal José María Royo Villanova, encargándose el arquitecto municipal Ricardo Magdalena Tabuenca de la decoración, se iniciaban las obras en 1902 y tras superar problemas económicos y diferencias entre las administraciones, el puente se inauguró el 11 de octubre de 1903. 
Las barandillas modernistas fueron ejecutadas por el rejero Pascual González. Con unas dimensiones de 9 m de calzada, aceras de 1,60 m y una longitud de 25 m, destacan en él las elegantes decoraciones de cuidado diseño y las barandillas y candelabros, de estética modernista y excelente trabajo de fundición.